# 里厄米内瓦
里厄米内瓦（法語：Rieux-Minervois）是法国奥德省的一个市镇，位于该省中北部，属于卡尔卡松区。该市镇2009年时的人口为1,987人。

## 人口
里厄米内瓦人口变化图示
| 数据来源：INSEE |